# Menesia longipes
Menesia longipes là một loài bọ cánh cứng trong họ Cerambycidae.